# Józef Wyhowski
Józef Wyhowski (zm. 1730) – duchowny unicki. 
Należał do dawnego rodu szlacheckiego Wyhowskich herbu Abdank, syn pułkownika kozackiego Konstantyna, rodzonego brata hetmana Iwana Wyhowskiego. Mianowany 17 sierpnia 1716 ordynariuszem łucko-ostrogskim. Według Józefa Gierowskiego w otrzymaniu nominacji na władyctwo łuckie i ostrogskie sprzyjał Wyhowskiemu marszałek trybunału koronnego Stanisław Ledóchowski. Biskup Wyhowski był fundatorem ołtarza autorstwa Jowa Kondzelewicza w cerkwi w Machnowcach.
Był uczestnikiem synodu zamojskiego w 1720 roku.